# Ашимов, Ундасын Байкенович
Ундасын Байкенович Ашимов (род. 21 марта 1951, Зеренда, Кокчетавская область) — советский и казахстанский учёный, доктор технических наук (1992), профессор (1993), академик НАН Казахстана, ректор СКГУ.

## Биография
Родился 21 марта 1951 года в семье партийного деятеля Байкена Ашимова. Происходит из рода атыгай племени аргын Среднего жуза.
В 1973 году окончил энергетический факультет Казахского политехнического института им. В. И. Ленина, работал на кафедре электроснабжения промышленных предприятий. В 1978 году получил степень кандидата технических наук. Преподавал в Алма-Атинском энергетическом институте. В 1992 году защитил докторскую диссертацию на тему «Разработка теоретических основ, создание электротехнического оборудования для получения огнеупорных материалов и оптимизация его работы». С 1996 года — проректор Казахского национального технического университета. С 2002 года — ректор Северо-Казахстанского государственного университета.
Основные научные труды посвящены, вопросам создания электротермической аппаратуры, теории и практике электрических технологий и хранения энергии. Ашимов первым исследовал процессы чередования энергии и массы и магнитной гидродинамики в переработке плавленых огнеупорных оксидов электрической дугой. В результате было создано новое направление в разработке термического оборудования, управляемого высокоэффективной автоматикой.

## Сочинения
- Плавленые огнеупорные оксиды. — М., 1988.